# Christian Perez
Christian Perez (Marsiglia, 13 maggio 1963) è un ex calciatore francese, di ruolo attaccante.